# Rybinsk
Rybinsk (en russe : Рыбинск) est une ville de l'oblast de Iaroslavl, en Russie d'Europe. Sa population s'élevait à 184 635 habitants en 2020.

## Géographie
Rybinsk est située au confluent de la Volga et de la rivière Cheksna, au bord du réservoir de Rybinsk créé par un barrage édifié dans les années 1940. La ville se trouve à 79 km au nord-ouest de Iaroslavl et à 266 km au nord-nord-est de Moscou.

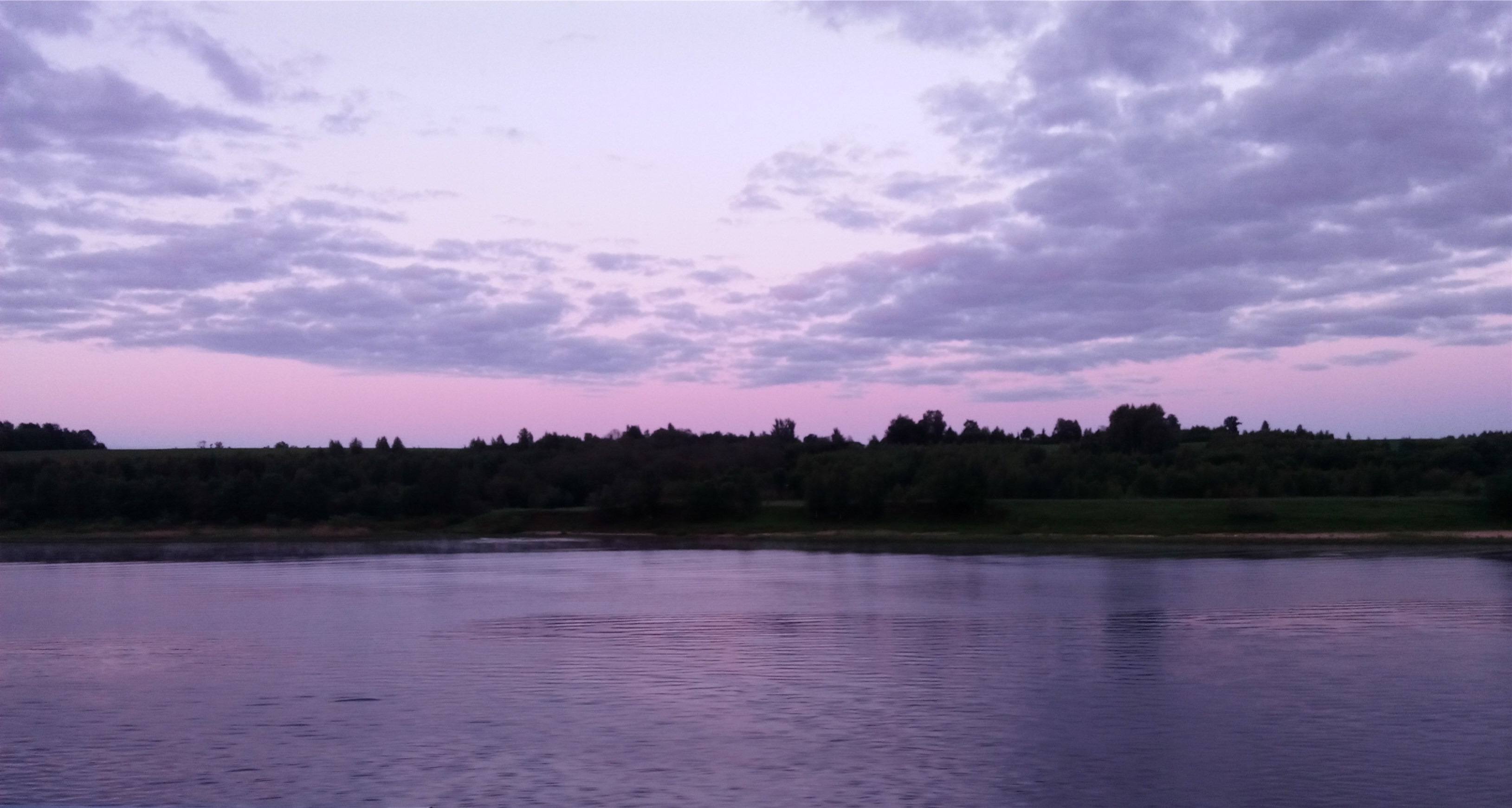
Nuit blanche sur la Volga entre Rybinsk et Yaroslavl.
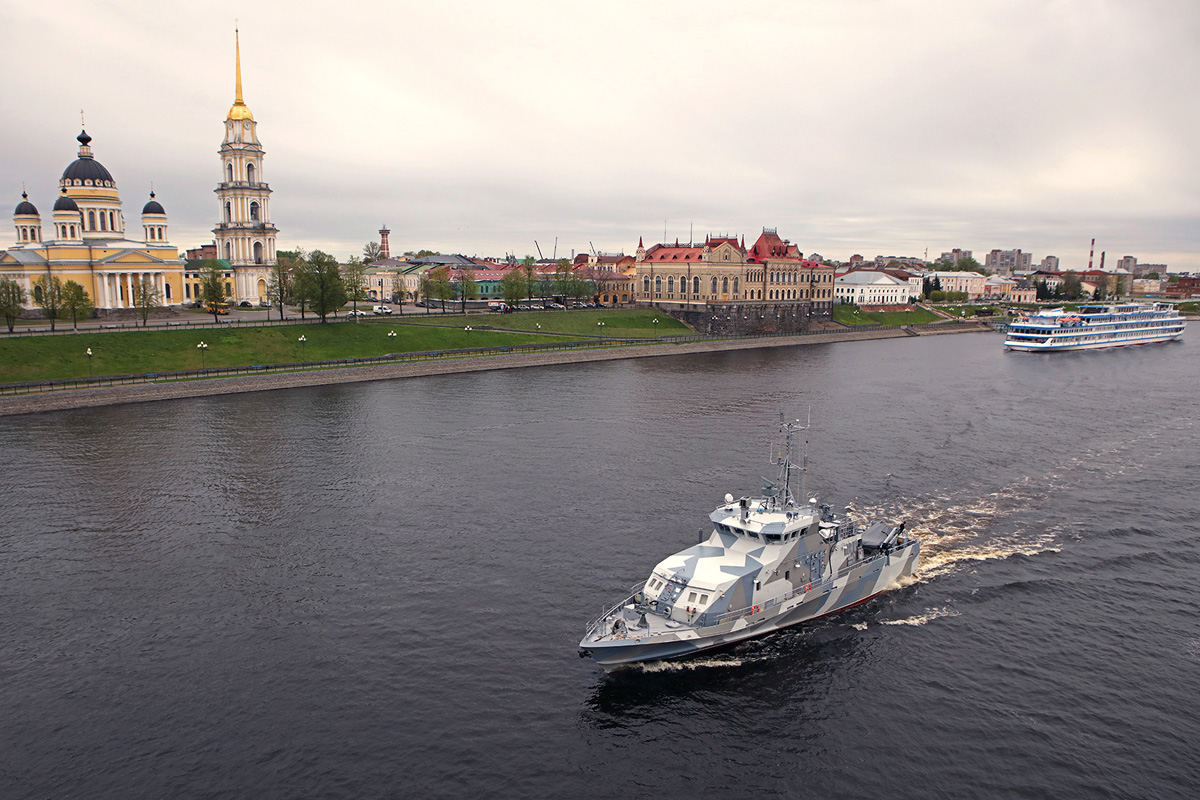
La Volga à Rybinsk.

## Histoire

### Débuts
Rybinsk est une des premières agglomérations édifiées sur la Volga par les Slaves pendant la colonisation slave du nord-est de la Russie. Le lieu est mentionné pour la première fois par les chroniqueurs en 1071 sous l'appellation Oust-Cheksna, c'est-à-dire l'embouchure de la Cheksna. Durant les quatre siècles suivants, l'agglomération est alternativement appelée Oust-Cheksna ou Rybansk. À partir de 1504 elle est mentionnée dans les documents sous le nom de Rybnaïa Sloboda (c'est-à-dire le village de pêche). Le nom s'explique par le fait que la localité fournissait la cour de Moscou en esturgeons.
Au XVIIe siècle, alors que la sloboda (village doté de privilèges fiscaux) prospérait grâce au commerce de la Compagnie de Moscovie avec l'Europe occidentale, sa richesse lui permit de bâtir plusieurs églises en pierre dont une seule subsiste aujourd'hui. D'autres bâtiments de cette époque ont survécu dans le voisinage de la ville, comme une des toutes dernières églises moscovite à trois bulbes à l'Ermitage Alexandrov et la tombe familiale d’Ouchakov sur l'île de l’Épiphanie.

### L'âge d'or
Au XVIIIe siècle, le bourg continua à prospérer grâce au commerce sur la Volga. Catherine II concéda à la sloboda (colonie libre) de Rybnaïa des droits municipaux et celle-ci fut renommée Rybinsk. C'était le lieu de transbordement entre les navires de grande taille naviguant sur le cours aval de la Volga et les bateaux plus petits capables de naviguer sur le système des canaux de Marrins qui reliait l'arrière pays russe à la mer Baltique. Peuplée de 7 000 habitants, la ville de Rybinsk voyait passer quotidiennement 2 000 péniches et de nombreux marins. Aussi le port fut bientôt connue comme la « capitale des péniches ».
Le monument le plus connu de la ville est la Cathédrale de la Transfiguration du Sauveur qui fut construite sur le bord de la Volga entre 1838 et 1851 dans un style néoclassique. Elle fut édifiée sur plan d'Avraam Melnikov de l'Académie impériale des beaux-arts que celui-ci avait initialement prévu pour la cathédrale Saint-Isaac de Saint-Pétersbourg. Melnikov ayant perdu l'appel d'offres pour la construction de cette cathédrale qui fut remporté par Montferrand, il vendit son dessin grandiose à la municipalité de Rybinsk

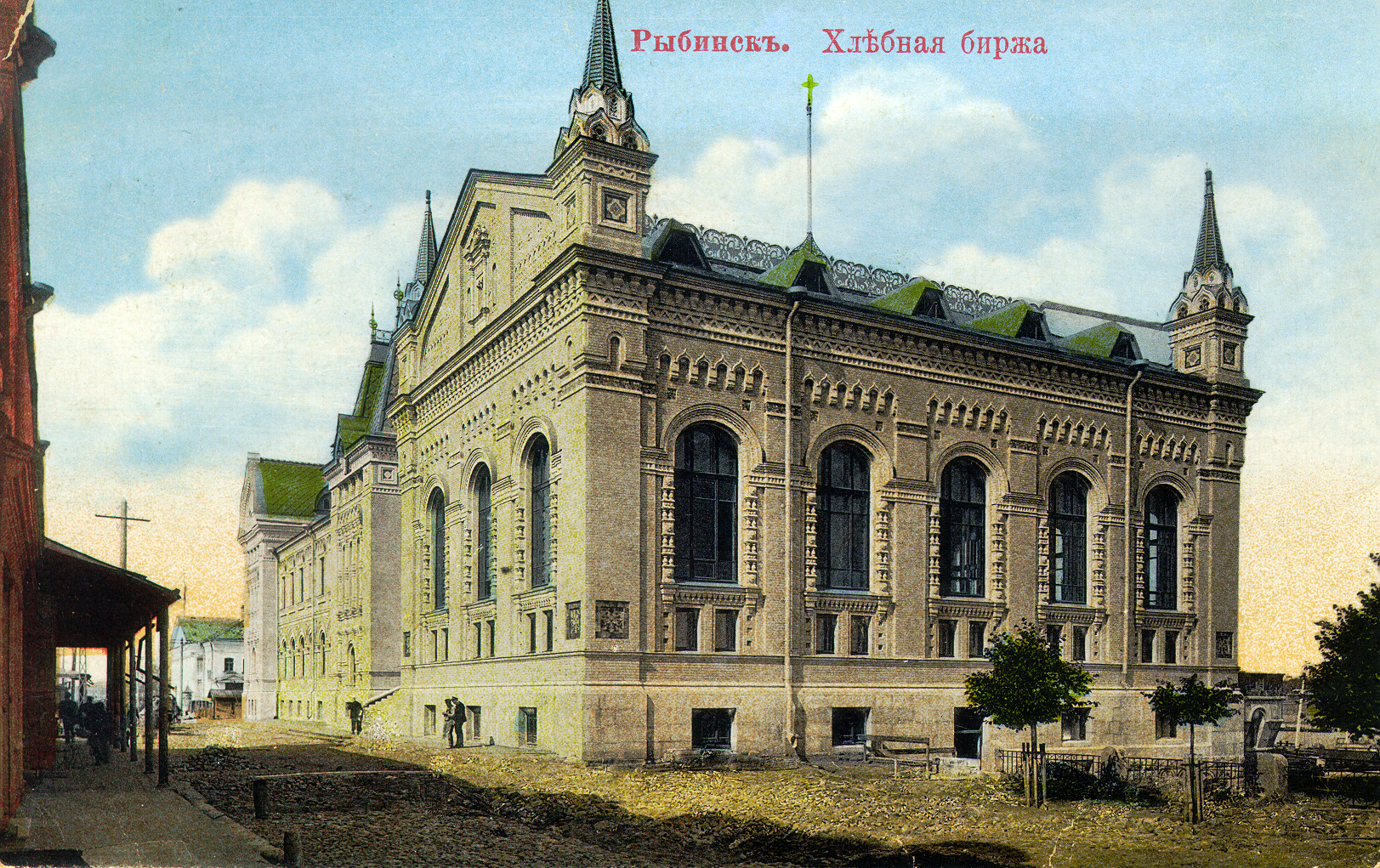
La bourse au grain de Rybinsk.

En tant que capitale de la Volga supérieure, Rybinsk a attiré de nombreux étrangers, qui construisirent une église luthérienne et une imposante cathédrale catholique, considérée comme la plus importante de la Volga. On trouve également un musée de la famille Nobel qui expose les réalisations de l'illustre famille suédoise en Russie. Les célèbres producteurs hollywoodiens Nicholas Schenck et Joseph Schenck sont nés dans la ville et il y a une grande maison du XVIIIe siècle, où vécut la famille Mikhalkov, dont les membres encore vivants sont Sergueï Mikhalkov, Nikita Mikhalkov et Andreï Konchalovsky.

### XXesiècle
Durant l'ère soviétique, Rybinsk connut plusieurs changements d'appellation : Chtcherbakov (d'après Alexandre Chtcherbakov) en 1946, puis à nouveau Rybinsk en 1957, Andropov (d'après Iouri Andropov) en 1984, et enfin de nouveau Rybinsk en 1989.

## Population
La population de Rybinsk a dépassé 250 000 habitants à la fin des années 1980, mais elle baisse régulièrement depuis la dislocation de l'Union soviétique (baisse de 28 % entre 1989 et 2020).
Recensements ou estimations de la population
| 1856  | 1897*  | 1913   | 1923*  | 1926*  | 1931   | 1939*   | 1941    |
| ----- | ------ | ------ | ------ | ------ | ------ | ------- | ------- |
| 8 600 | 25 290 | 29 900 | 48 300 | 53 870 | 69 800 | 143 750 | 158 550 |

| 1959*   | 1970*   | 1979*   | 1989*   | 2002*   | 2010*   | 2012    | 2013    |
| ------- | ------- | ------- | ------- | ------- | ------- | ------- | ------- |
| 181 685 | 218 282 | 238 579 | 251 442 | 222 653 | 200 771 | 198 132 | 196 565 |

| 2014    | 2015    | 2016    | 2017    | 2018    | 2019    | 2020    | - |
| ------- | ------- | ------- | ------- | ------- | ------- | ------- | - |
| 194 843 | 193 341 | 191 840 | 190 429 | 188 678 | 186 575 | 184 635 | - |

## Économie
La principale entreprise de Rybinsk est la société aéronautique NPO Saturn. Son activité s'est développée en 2004 par la création d'une coentreprise commune entre NPO Saturn et la société aéronautique française Snecma dédiée à la réalisation du réacteur SaM146, qui motorise l'avion régional SuperJet 100 construit par Sukhoi.

## Transports
Elle est reliée à Tver et à Iaroslavl par la route fédérale R132.

## Enseignement
- Académie d'État de technologie aéronautique Soloviov de Rybinsk
- Collège supérieur de technologie aéronautique de Rybinsk
- Collège supérieur pédagogique de Rybinsk
- Collège supérieur de médecine de Rybinsk
- Institut de marine fluviale